# Ostrów Tumski (Poznań)

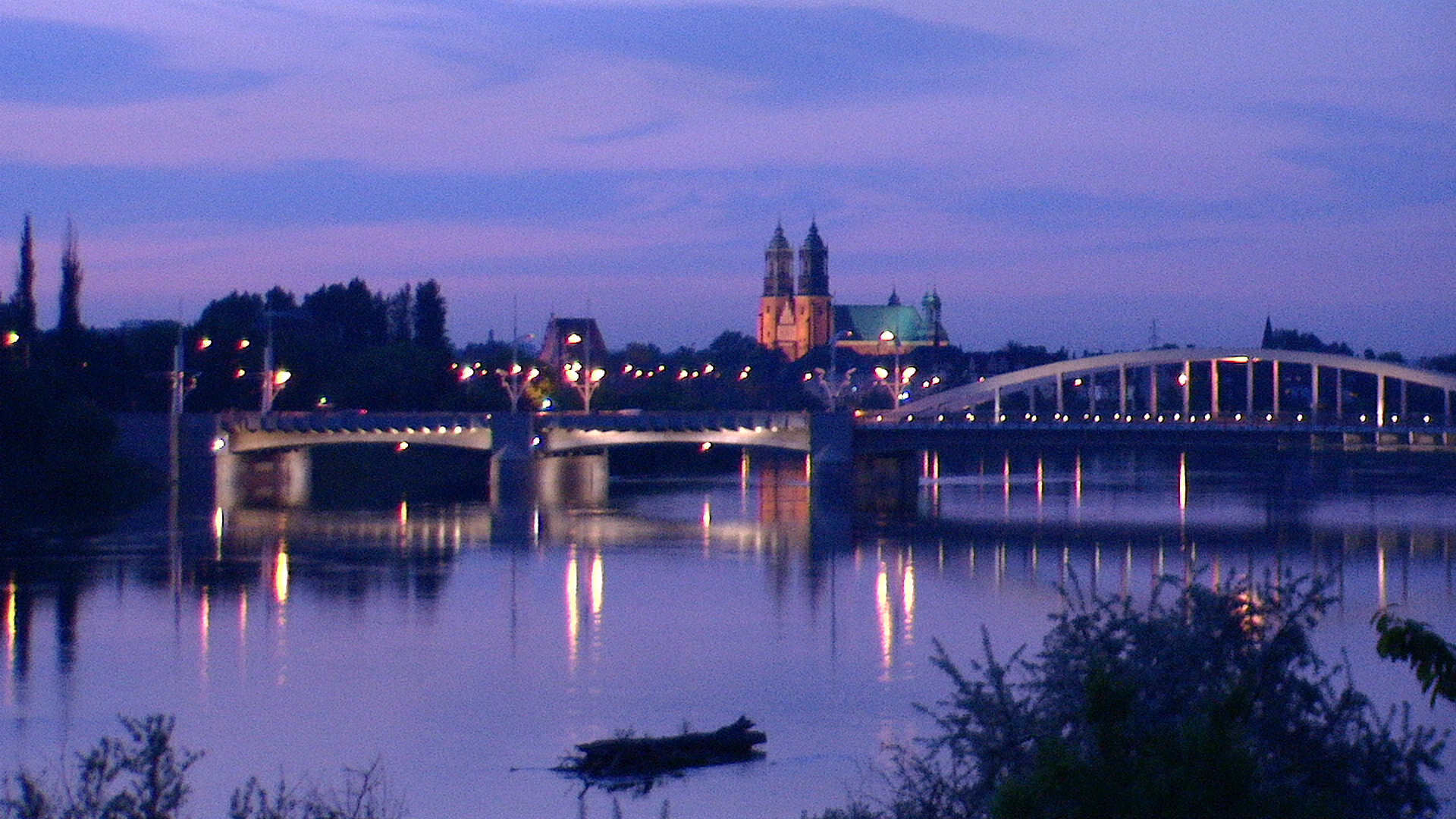
Vista de la isla desde su extremo sur

Ostrów Tumski (en polaco: [ˈɔstruf ˈtumskʲi], "Isla de las Catedrales"; en alemán: Dom Insel) es una isla situada entre dos brazos del río Warta en la ciudad de Poznań, al oeste de Polonia. La Catedral de Poznań y otros edificios eclesiásticos ocupan la parte central de la isla. Ostrów Tumski forma parte del antiguo distrito de Nowe Miasto ("Ciudad Nueva") de la ciudad, aunque en realidad es la parte más antigua de la ciudad, donde los gobernantes del primer estado polaco en el siglo X tenían uno de sus palacios.

Escudo de armas de Ostrów Tumski

El sitio figura como uno de los monumentos históricos nacionales oficiales de Polonia ( Pomnik historii ), designado el 28 de noviembre de 2008, junto con otras partes del núcleo histórico de la ciudad. Su listado es mantenido por la Junta del Patrimonio Nacional de Polonia .
En la división administrativa actual de Poznań, Ostrów Tumski es parte de un osiedle que también incluye los barrios de Śródka, Zawady y Komandoria, todos en el lado este del río.

## Historia temprana

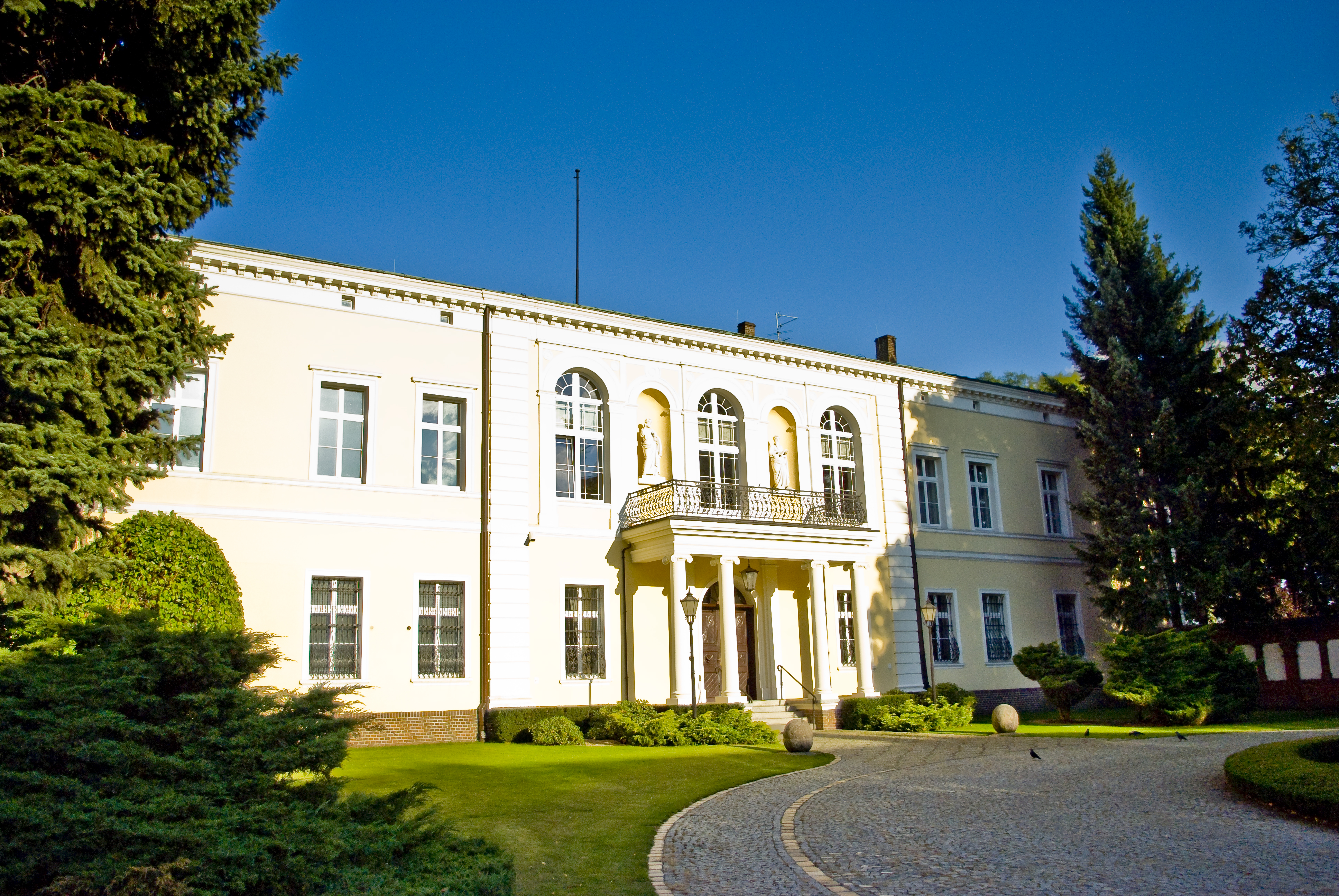
El palacio del arzobispo

Ostrów Tumski era antiguamente una de las varias islas adyacentes formadas entre los brazos de los ríos Warta y Cybina, cerca de su confluencia. Al suroeste se encontraban las islas de Chwaliszewo y Grobla; entre ellas fluía la corriente principal del Warta. El primer asentamiento fortificado (gród) conocido en Ostrów Tumski data del siglo VIII o IX. En el siglo X, el asentamiento de la isla se convirtió en uno de los principales centros políticos de los dominios de Piast, que a su vez constituían el centro del primitivo Estado polaco. Los trabajos arqueológicos realizados en 1999 revelaron que el palacio ducal se levantaba en el lugar que hoy ocupa la iglesia de la Virgen María (al oeste de la catedral). El palacio estaba unido a una capilla, que se cree que es el primer templo cristiano de Polonia. Probablemente fue utilizado por primera vez por Dobrawa, la esposa de Mieszko I, y sus asistentes bohemios; el propio Mieszko fue bautizado en el año 966 (véase Cristianización de Polonia).
Con la adopción del cristianismo por parte del gobernante polaco, el estado recibió su primer obispo misionero, Jordán, que se cree que hizo de Poznań su sede. La primera catedral también se construyó en este periodo. (Para más detalles sobre la historia y la arquitectura de este edificio, véase Catedral de Poznań). Se calcula que a finales del siglo X la población del asentamiento fortificado era de unos 200 habitantes.
A principios del siglo XI, el asentamiento fue reconstruido (y ampliado) tras sufrir la destrucción causada por una inundación, una de las muchas que afectarían periódicamente a Poznań a lo largo de la historia. En 1038, el invasor Bretislao I, duque de Bohemia, saqueó e incendió el asentamiento. Fue reconstruido bajo Casimiro I el Restaurador, pero la capital del país se trasladó entonces a Cracovia, y los asentamientos de la Gran Polonia de Poznań y Gniezno perdieron su importancia política principal.

## Tras la fundación de la ciudad de la margen izquierda

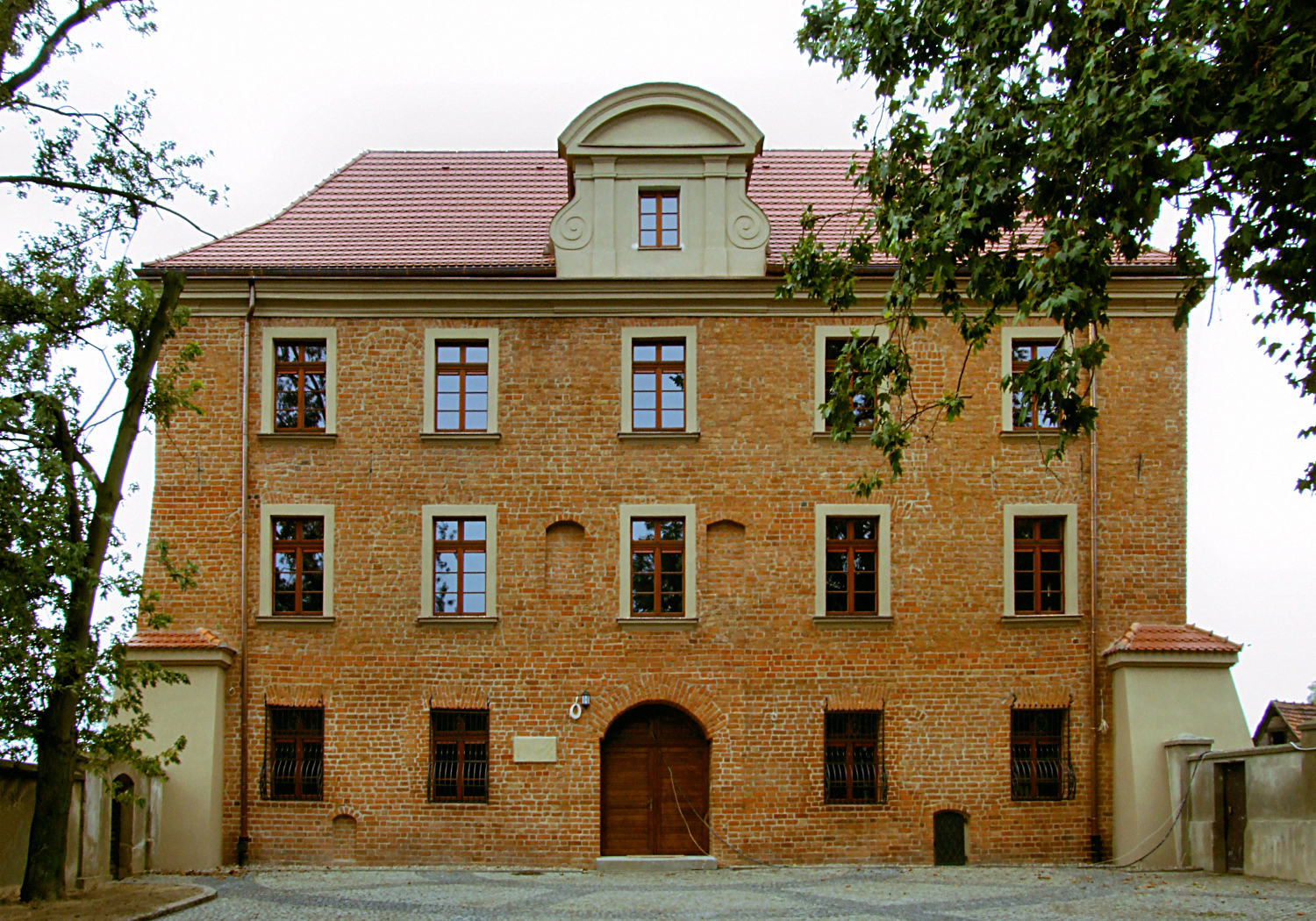
El edificio de la Academia Lubrański, ahora un archivo y museo de la iglesia

Con la construcción del Castillo Real y la ciudad amurallada de Poznań en la orilla izquierda del Warta en la segunda mitad del siglo XIII, Ostrów Tumski se convirtió en dominio exclusivo de los obispos. En algún momento antes de 1335 obtuvo derechos de ciudad separados. Un asentamiento separado en la isla al sur de la catedral pasó a llamarse Zagórze.
De especial importancia para el desarrollo de la isla fue Jan Lubrański, obispo de Poznań desde 1498 hasta su muerte en 1520 (también fue abogado y diplomático). En 1518 fundó la Academia Lubrański, que funcionó como institución de enseñanza superior (pero sin derecho a otorgar títulos) hasta 1780. Su edificio fue construido en 1518-1530 al oeste de la catedral (hoy museo de la archidiócesis). Lubrański también construyó una Casa de los Salmistas, originalmente para 12 cantantes de salmos (este edificio también sobrevive). También construyó conductos de agua y calles pavimentadas, y en 1504-1512 construyó murallas defensivas alrededor de la parte central de la isla. Las murallas no eran tan altas ni imponentes como las que rodean la ciudad de Poznań, en la orilla izquierda; fueron derribadas en su mayoría a principios del siglo XVIII, y el resto fue demolido en el siglo XIX durante la construcción de las fortificaciones prusianas.
La catedral, que había sido reconstruida en estilo Gótico en los siglos XIV y XV, sufrió graves daños por un incendio en 1622, tras lo cual fue reconstruida en estilo Barroco. Después de otro gran incendio en 1772, la reconstrucción se llevó a cabo en estilo Neoclásico.
La región de Poznań fue tomada por Prusia en la Segunda Partición de Polonia de 1793. Según las cifras recopiladas al año siguiente, la población de Ostrów Tumski en aquella época era de 304 habitantes. En 1800 Ostrów Tumski, al igual que otros suburbios, se incorporó oficialmente a la ciudad de Poznań (Posen).
En el siglo XIX, las autoridades prusianas pretendían convertir Poznań en una ciudad fortaleza rodeándola de fortificaciones defensivas; los ríos Warta y Cybina desempeñaron un papel importante en estos planes. Se construyeron presas a ambos lados de Ostrów Tumski, y también se construyeron fuertes en la propia isla. Se modificó el curso del Cybina para aumentar la protección de las fortificaciones, por lo que se unió al Warta más al norte que antes. Para conocer los detalles de estas obras, véase Fortaleza de Poznan. A diferencia de la mayoría de las fortificaciones de la orilla izquierda de Poznań, las de Ostrów Tumski no fueron demolidas a principios del siglo XX y sobrevivieron en su mayoría hasta la década de 1950. Todavía se conservan los restos del Fuerte Roon en el emplazamiento de la planta de cogeneración en el norte de la isla, así como los de la muralla y la cabeza de puente occidental de Dom Schleuse ("Esclusa de la Catedral") al noreste de la catedral.
Por ello, en Ostrów Tumski se han construido varias fortificaciones: las del asentamiento del siglo X, las construidas por Lubrański a principios del siglo XVI y las prusianas del siglo XIX (que también incluían defensas acuáticas). El ferrocarril que atraviesa la isla era originalmente un tramo de la línea de Poznań a Bydgoszcz que se inauguró en 1872; actualmente también transporta los trenes que circulan por las líneas a Varsovia y Wągrowiec.

## Desde la Segunda Guerra Mundial
Ostrów Tumski sufrió daños en la Batalla de Poznań (1945), cuando el Ejército Rojo capturó la ciudad de sus ocupantes alemanes nazis. La propia Ostrów Tumski cayó el 16 de febrero, siete días antes de la capitulación final de las fuerzas alemanas en la ciudad. El mayor daño lo sufrió la catedral, que fue reconstruida después de la guerra. Se decidió reconstruirla en el antiguo estilo Gótico, en lugar de los estilos Barroco y Neoclásico que habían caracterizado el edificio desde sus reconstrucciones anteriores posteriores a 1622 y 1772.
En esa época, Ostrów Tumski ya no era una isla, ya que la presa de Berdychowo bloqueó la corriente del Warta que fluía entre Ostrów Tumski y Chwaliszewo (que ahora servía de canal de alivio de las inundaciones), así como la corriente entre el Warta y Cybina, que formaba el borde sureste de la isla. Sin embargo, las obras realizadas en la década de 1960 convirtieron a Ostrów Tumski en una verdadera isla, como lo sigue siendo hoy en día: el cauce principal del Warta se desvió para que fluyera por el canal situado al este de Chwaliszewo (el anterior cauce principal se rellenó), y se creó un segundo ramal del Warta para conectar con el Cybina. Además, se construyó una nueva carretera principal de este a oeste que atravesaba la isla justo al sur de la catedral, conectando con el centro de la ciudad al oeste a través del puente Bolesław Chrobry, y con Śródka al este a través del puente Mieszko I.
El 7 de diciembre de 2007 se inauguró el Puente del Obispo Jordán para proporcionar otro paso, solo para peatones, entre Ostrów Tumski y Śródka (en el lugar donde antes existía el puente entre esos distritos hasta 1969). El sendero turístico de Poznań llamado Ruta Real-Imperial pasa por Ostrów Tumski a través de este puente.
Ostrów Tumski contiene hoy en día la catedral y los edificios eclesiásticos asociados en la parte central de la isla, el barrio residencial de Zagórze al sur (incluyendo una urbanización de casas comunales que data de los años 20), y una planta de cogeneración y otras zonas industriales en el norte. Aparte de los puentes ya mencionados, también hay un puente de carretera que conecta con la parte norte de la isla desde el este, y puentes ferroviarios que llevan la principal línea ferroviaria de Poznań en dirección este, que pasa por la parte norte de la isla.

## Edificios de interés
Los edificios de interés en la parte central histórica de Ostrów Tumski incluyen:
- Catedral de Poznań (ver artículo separado).
- El palacio arzobispal, con el edificio de la curia contiguo y el antiguo presbiterio . Estos edificios datan de los siglos XIV y XV, y en su forma actual del XIX.
- La Iglesia de la Santísima Virgen María, construida en el siglo XV, edificio Gótico muy bien conservado. El trabajo arqueológico llevado a cabo desde 1999 ha descubierto los restos del palacio y la capilla ducales originales (el lugar de culto cristiano más antiguo que se conoce en Polonia) en el sitio que ahora ocupa la iglesia.
- La Casa de los Salmistas, originalmente construida por Lubrański a principios del siglo XVI.
- El edificio de la Academia Lubrański, ahora utilizado como archivo y museo de la archidiócesis.
- Los edificios del seminario, que datan de finales del siglo XIX (se agregaron nuevos edificios en 2003). Estos están situados en Zagórze, al sur de la carretera principal que atraviesa la isla. El seminario fue escenario de un gran escándalo en 2002, cuando el arzobispo de Poznań renunció a su cargo tras las acusaciones de que había abusado sexualmente de clérigos allí. Otro seminario, con edificios más modernos, se encuentra al norte del grupo principal de edificios alrededor de la catedral.